# Teatro Ford

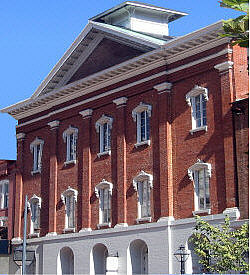
O Teatro Ford em 2008

O Teatro Ford (Ford's Theatre) é um teatro histórico em Washington, D.C., utilizado para diversas espetáculos e encenações desde a década de 1860. É também o local do assassinato do presidente estadunidense Abraham Lincoln, ocorrido em 14 de abril de 1865. Após ser baleado em um camarote, o presidente mortalmente ferido foi levado para a pensão Petersen House, situada do outro lado da rua, onde morreu na manhã seguinte.
A edificação foi posteriormente utilizada como depósito e prédio de escritórios, sendo reformada e reaberta como teatro durante a década de 1960. Foi reformada novamente na década de 2000, sendo reinaugurada em 12 de fevereiro de 2009 como parte das comemorações do bicentenário de Lincoln.

A Petersen House e o teatro formam o conjunto "Ford's Theatre National Historic Site", tombado pelo patrimônio histórico dos Estados Unidos.

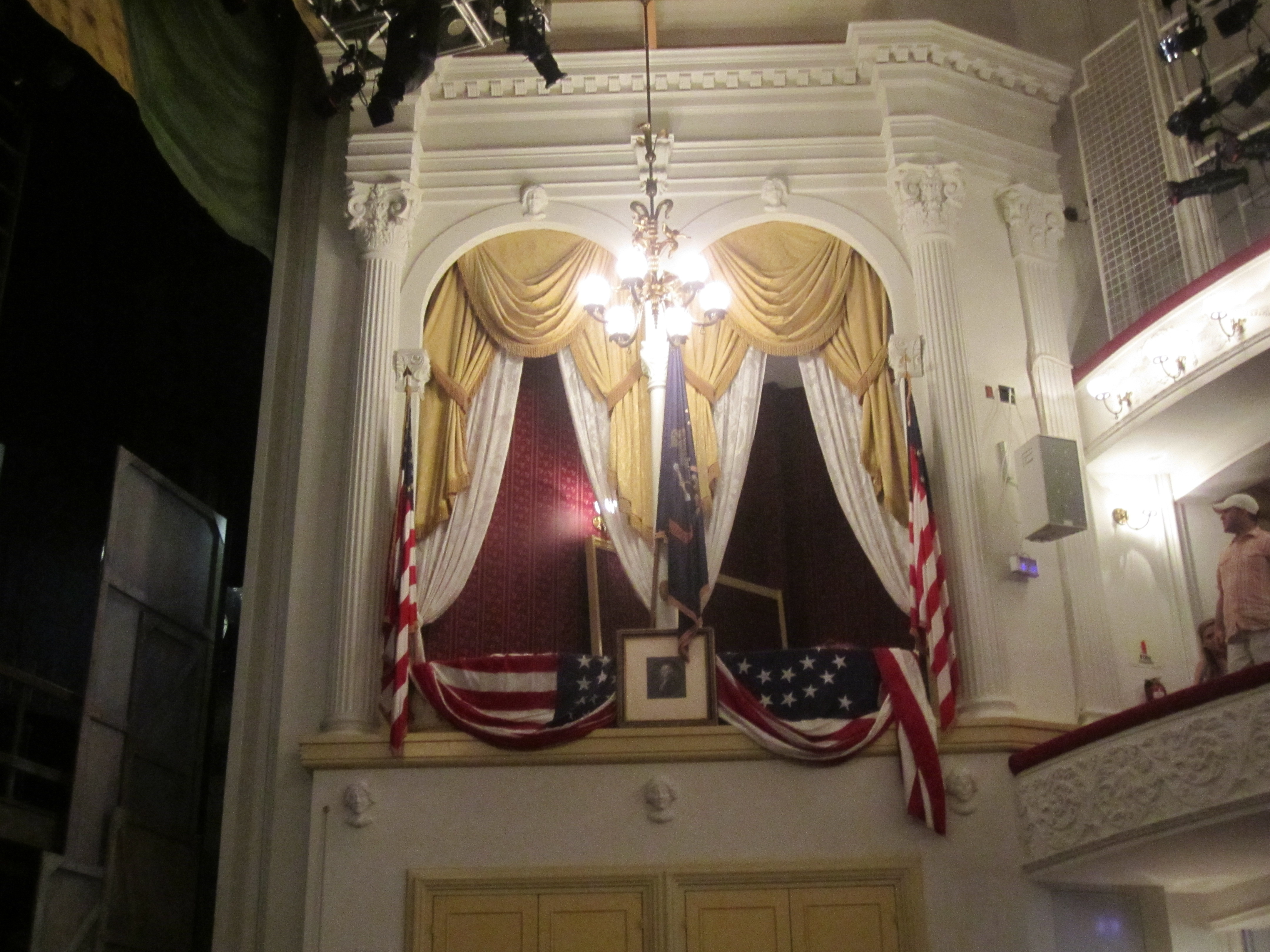
Camarote onde Abraham Lincoln foi assassinado.

## História

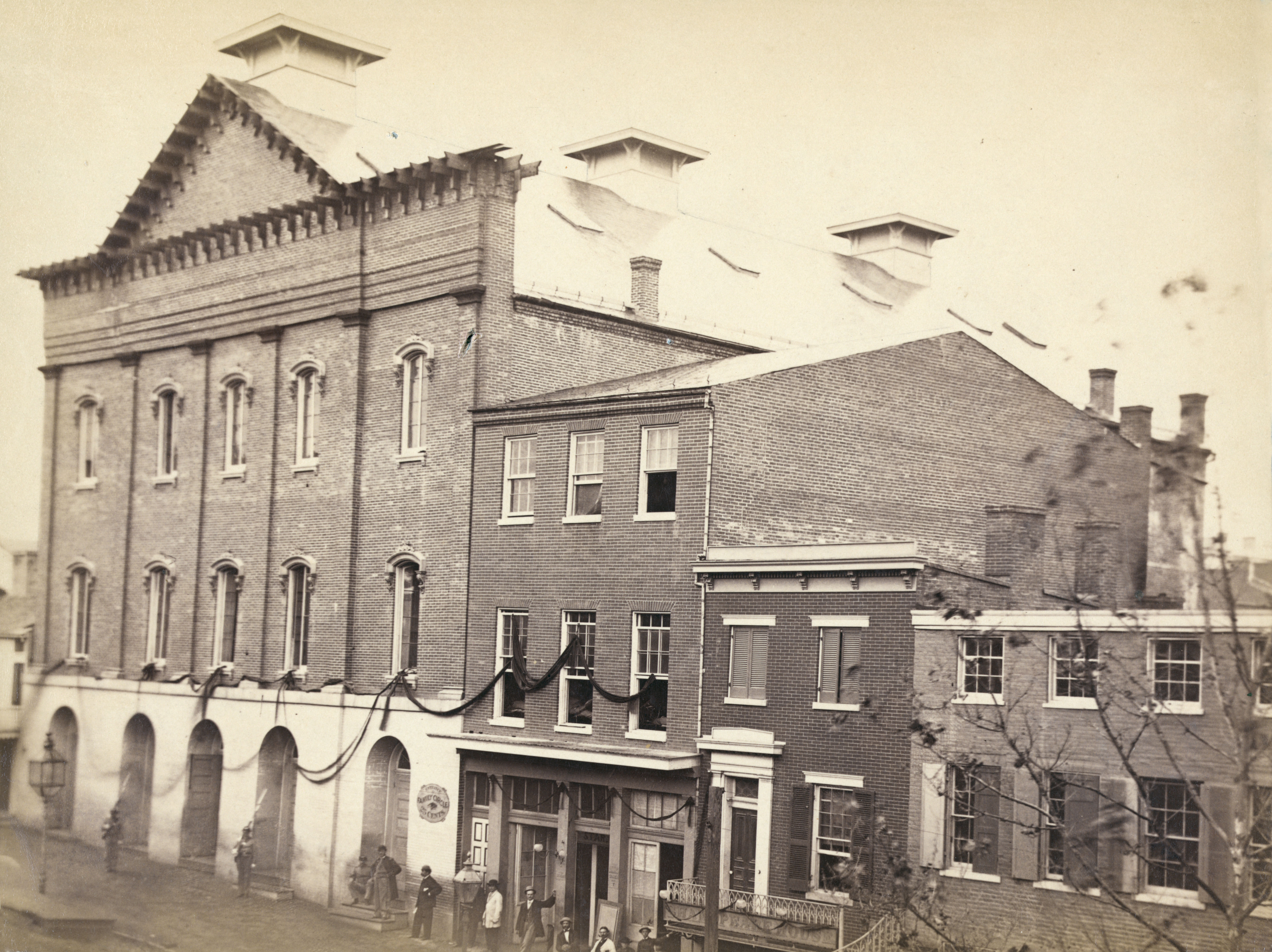
Fords Theatre 1865

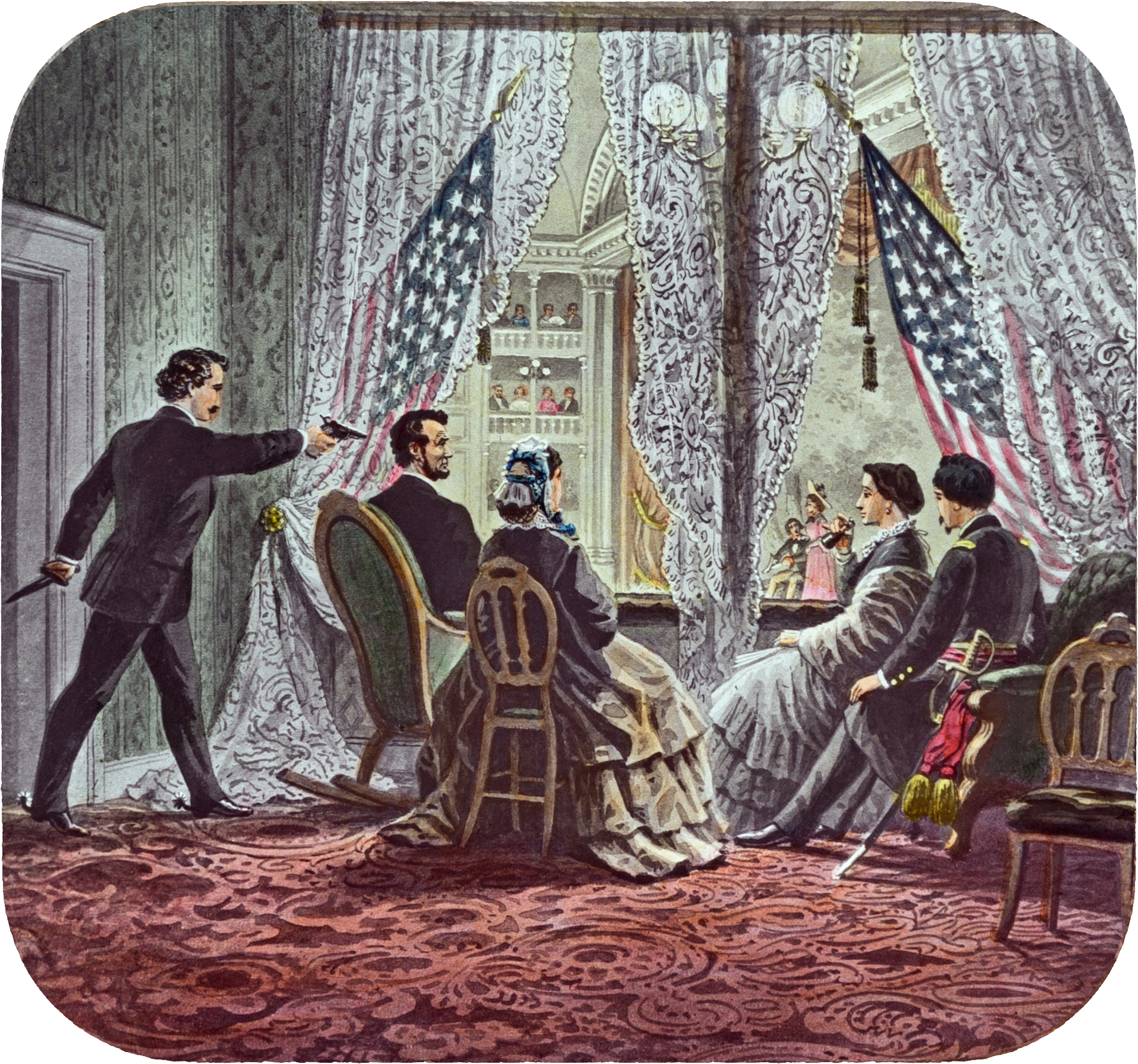
Representação do assassinato de Abraham Lincoln, mostrando Booth, Lincoln, Mary Todd Lincoln, Clara Harris, e Henry Rathbone.

O local era originalmente uma casa de culto, construída em 1833 como a segunda casa de reunião da Primeira Igreja Batista de Washington, com Obadiah Bruen Brown como pastor. Em 1861, depois que a congregação se mudou para uma estrutura recém-construída, John T. Ford comprou a antiga igreja e a transformou em um teatro. Ele primeiro o chamou de Ateneu de Ford. Foi destruído por um incêndio em 1862 e reconstruído.

## Sítio Histórico Nacional do Teatro Ford
O Sítio Histórico Nacional, composto por dois edifícios contribuintes, o teatro e a Casa Petersen, foi designado em 1932.
Ha um Museu do Teatro Ford abaixo do teatro. Recentemente reformado para uma reabertura em julho de 2009, o Museu é administrado por uma parceria com o Serviço de Parques Nacionais e a sociedade de teatro privada sem fins lucrativos. A coleção do museu inclui vários itens relacionados ao assassinato, incluindo a pistola usada para realizar o tiroteio, o diário de Booth e a porta original do camarote de Lincoln. Além disso, vários itens da família de Lincoln, seu casaco (sem as peças manchadas de sangue), algumas estátuas de Lincoln e vários retratos grandes do presidente estão em exibição no museu. O travesseiro manchado de sangue do leito de morte do presidente está no Museu do Teatro de Ford. Além de cobrir a conspiração do assassinato, o museu renovado concentra-se na chegada de Lincoln a Washington, seu gabinete presidencial, a vida familiar na Casa Branca e seu papel como orador e emancipador. O museu também apresenta exposições sobre os marcos e generais da Guerra Civil e sobre a história do edifício como um espaço teatral.

## Cadeira
A cadeira em que Abraham Lincoln foi baleado, atualmente, faz parte do acervo The Henry Ford Museum.